# Исаковка (Чишминский район)
Исаковка (баш. Исаковка) — деревня в Чишминском районе Республики Башкортостан Российской Федерации. Входит в состав Чишминского сельсовета.

## География

### Географическое положение
Находится на левом берегу реки Дёмы, которая иногда подтопляет деревню. Расстояние до:
- районного центра (пгт Чишмы): 7 км,
- центра сельсовета (село Чишмы): 6 км,
- ближайшей ж/д станции (Чишмы): 7 км.

## История
Деревня основана в начале XX века как переселенческий посёлок.
По данным подворной переписи, проведённой в уезде в 1912—13 годах, посёлок Исаковский входил в состав Сафаровской волости Уфимского уезда Уфимской губернии, но не был приписан ни к какому сельскому обществу. Имелась школа. Надельной земли не было; 23 хозяйства купили 212,27 десятин отрубной земли единолично (из неё 16,83 десятин сдано в аренду 2 хозяйствами), также 11,92 десятины земли было арендовано единолично у крестьян 3 хозяйствами. Посевная площадь составляла 155,50 десятин, из неё 53 десятины занимала рожь, 50,5 — пшеница, 21,75 — овёс, 17,75 — просо, 7,25 — картофель, 3,75 десятины — греча и 1,50 — горох. Из скота имелась 40 лошадей, 55 голов крупного рогатого скота, 102 овцы, 3 козы и 48 свиней. 4 человека занимались промыслами.
После укрупнения волостей в 1923 году деревня Исаково вошла в состав Чишминской волости Уфимского кантона Башкирской АССР. 20 августа 1930 года произошло районирование Башкирской АССР, и деревня вошла в состав Чишминского района. По переписи 1939 года и далее — деревня Исаковка в составе Чишминского сельсовета Чишминского района.
Ныне деревня имеет дачный характер, частично занята огородами.

## Население
По данным переписи 2010 года население деревни составляло 8 человек в 4 семьях, в том числе 3 мужчины и 2 женщины трудоспособного возраста и 1 мужчина и 2 женщины пенсионного возраста.
| Год     | Методика              | Жителей | Мужчин | Женщин | Дворов | Преобладающие национальности/сословия                                                              | Источники            |
| ------- | --------------------- | ------- | ------ | ------ | ------ | -------------------------------------------------------------------------------------------------- | -------------------- |
| 1912–13 | подворная перепись    | 136     | 65     | 71     | 23     | переселенцы-собственники из русских и малороссов                                                   | [ 5 ]                |
| 1917    | с/х перепись          | 162     | н/д    | н/д    | 21     | 14 дворов украинцев со 100 жителями, 6 дворов русских с 57 жителями, 1 двор белорусов с 5 жителями | [ 9 ] [ 4 ]          |
| 1920    | перепись              | 160     | 74     | 86     | 22     | н/д                                                                                                | [ 6 ]                |
| 1920    | перепись              | 165     | н/д    | н/д    | 23     | 15 дворов украинцев с 92 жителями, 7 дворов русских с 67 жителями, 1 двор белорусов с 6 жителями   | [ 10 ]               |
| 1925    | подготовка к переписи | н/д     | н/д    | н/д    | 28     | н/д                                                                                                | [ 6 ]                |
| 1930    | текущий учёт          | 176     | н/д    | н/д    | 35     | н/д                                                                                                | [ 11 ]               |
| 1939    | перепись              | 207     | 95     | 112    | н/д    | н/д                                                                                                | [ 8 ]                |
| 1959    | перепись              | 156     | 68     | 88     | н/д    | русские                                                                                            | [ 12 ] [ 13 ]        |
| 1970    | перепись              | 97      | 40     | 57     | н/д    | русские                                                                                            | [ 14 ] [ 15 ]        |
| 1979    | перепись              | 29      | 8      | 21     | н/д    | украинцы                                                                                           | [ 16 ] [ 17 ]        |
| 1989    | перепись              | 7       | 3      | 4      | н/д    | татары                                                                                             | [ 18 ] [ 19 ] [ 20 ] |
| 2002    | перепись              | 13      | 8      | 5      | н/д    | башкиры (85 %)                                                                                     | [ 19 ] [ 21 ]        |
| 2010    | перепись              | 8       | 4      | 4      | н/д    | н/д                                                                                                | [ 22 ]               |
| 2021    | перепись              | 9       | н/д    | н/д    | н/д    | 5 татар и 4 русских                                                                                | [ 24 ]               |

## Инфраструктура
К югу от деревни находится водозабор рабочего посёлка Чишмы, к западу — территория бывшего профилактория. Застройка представлена домами усадебного типа с участками; по состоянию на 2013 год имелось 29 жилых домов общей площадью 990,6 м². Объекты производственного и культурно-бытового значения отсутствуют. В деревне три улицы (Центральная, Новая и Лесная); протяжённость улично-дорожной сети составляет 1,16 км.

### Комментарии
1. ↑  По официальным данным переписи.
2. ↑  По данным современного подсчёта по сохранившимся подворным карточкам.